# Deens handbalteam (vrouwen)
Het Deense handbalteam vertegenwoordigt het Dansk Håndbold Forbund in internationale handbalwedstrijden voor vrouwen.

## Resultaten

### Olympische Spelen
| Olympische Spelen | Olympische Spelen   | Olympische Spelen   | Olympische Spelen   | Olympische Spelen   | Olympische Spelen   | Olympische Spelen   | Olympische Spelen   | Olympische Spelen   |
| Jaar (teams)      | Resultaat           | Wed                 | W                   | G                   | V                   | DV                  | DT                  | DS                  |
| ----------------- | ------------------- | ------------------- | ------------------- | ------------------- | ------------------- | ------------------- | ------------------- | ------------------- |
| 1976 (6)          | Niet gekwalificeerd | Niet gekwalificeerd | Niet gekwalificeerd | Niet gekwalificeerd | Niet gekwalificeerd | Niet gekwalificeerd | Niet gekwalificeerd | Niet gekwalificeerd |
| 1980 (6)          | Niet gekwalificeerd | Niet gekwalificeerd | Niet gekwalificeerd | Niet gekwalificeerd | Niet gekwalificeerd | Niet gekwalificeerd | Niet gekwalificeerd | Niet gekwalificeerd |
| 1984 (6)          | Niet gekwalificeerd | Niet gekwalificeerd | Niet gekwalificeerd | Niet gekwalificeerd | Niet gekwalificeerd | Niet gekwalificeerd | Niet gekwalificeerd | Niet gekwalificeerd |
| 1988 (8)          | Niet gekwalificeerd | Niet gekwalificeerd | Niet gekwalificeerd | Niet gekwalificeerd | Niet gekwalificeerd | Niet gekwalificeerd | Niet gekwalificeerd | Niet gekwalificeerd |
| 1992 (8)          | Niet gekwalificeerd | Niet gekwalificeerd | Niet gekwalificeerd | Niet gekwalificeerd | Niet gekwalificeerd | Niet gekwalificeerd | Niet gekwalificeerd | Niet gekwalificeerd |
| 1996 (8)          | 1ste                | 5                   | 5                   | 0                   | 0                   | 149                 | 114                 | +34                 |
| 2000 (10)         | 1ste                | 7                   | 5                   | 1                   | 1                   | 210                 | 163                 | +47                 |
| 2004 (10)         | 1ste                | 7                   | 5                   | 2                   | 0                   | 220                 | 180                 | +40                 |
| 2008 (12)         | Niet gekwalificeerd | Niet gekwalificeerd | Niet gekwalificeerd | Niet gekwalificeerd | Niet gekwalificeerd | Niet gekwalificeerd | Niet gekwalificeerd | Niet gekwalificeerd |
| 2012 (12)         | 9de                 | 5                   | 1                   | 0                   | 4                   | 113                 | 121                 | −8                  |
| 2016 (12)         | Niet gekwalificeerd | Niet gekwalificeerd | Niet gekwalificeerd | Niet gekwalificeerd | Niet gekwalificeerd | Niet gekwalificeerd | Niet gekwalificeerd | Niet gekwalificeerd |
| 2020 (12)         | Niet gekwalificeerd | Niet gekwalificeerd | Niet gekwalificeerd | Niet gekwalificeerd | Niet gekwalificeerd | Niet gekwalificeerd | Niet gekwalificeerd | Niet gekwalificeerd |
| Totaal            | 4/11                | 24                  | 16                  | 3                   | 5                   | 692                 | 578                 | +114                |

 Kampioenen   Runners-up   Derde plaats   Vierde plaats

### Wereldkampioenschap
| Wereldkampioenschap | Wereldkampioenschap | Wereldkampioenschap | Wereldkampioenschap | Wereldkampioenschap | Wereldkampioenschap | Wereldkampioenschap | Wereldkampioenschap | Wereldkampioenschap |
| Jaar                | Resultaat           | Wed                 | W                   | G                   | V                   | DV                  | DT                  | DS                  |
| ------------------- | ------------------- | ------------------- | ------------------- | ------------------- | ------------------- | ------------------- | ------------------- | ------------------- |
| 1957                | 5de                 | 5                   | 3                   | 1                   | 1                   | 37                  | 26                  | +11                 |
| 1962                | 2de                 | 5                   | 4                   | 0                   | 1                   | 42                  | 27                  | +15                 |
| 1965                | 5de                 | 4                   | 2                   | 0                   | 2                   | 31                  | 36                  | −5                  |
| 1971                | 6de                 | 5                   | 2                   | 1                   | 2                   | 50                  | 54                  | −4                  |
| 1973                | 7de                 | 5                   | 2                   | 2                   | 1                   | 57                  | 47                  | +10                 |
| 1975                | 9de                 | 5                   | 1                   | 0                   | 4                   | 62                  | 69                  | −7                  |
| 1978                | Niet gekwalificeerd | Niet gekwalificeerd | Niet gekwalificeerd | Niet gekwalificeerd | Niet gekwalificeerd | Niet gekwalificeerd | Niet gekwalificeerd | Niet gekwalificeerd |
| 1982                | Niet gekwalificeerd | Niet gekwalificeerd | Niet gekwalificeerd | Niet gekwalificeerd | Niet gekwalificeerd | Niet gekwalificeerd | Niet gekwalificeerd | Niet gekwalificeerd |
| 1986                | Niet gekwalificeerd | Niet gekwalificeerd | Niet gekwalificeerd | Niet gekwalificeerd | Niet gekwalificeerd | Niet gekwalificeerd | Niet gekwalificeerd | Niet gekwalificeerd |
| 1990                | 10de                | 7                   | 2                   | 0                   | 5                   | 145                 | 137                 | +8                  |
| 1993                | 2de                 | 7                   | 5                   | 0                   | 2                   | 189                 | 167                 | +22                 |
| 1995                | 3de                 | 8                   | 6                   | 0                   | 2                   | 221                 | 178                 | +43                 |
| 1997                | 1ste                | 9                   | 7                   | 1                   | 1                   | 281                 | 204                 | +77                 |
| 1999                | 6de                 | 9                   | 7                   | 0                   | 2                   | 263                 | 186                 | +77                 |
| 2001                | 4de                 | 9                   | 7                   | 0                   | 2                   | 258                 | 210                 | +48                 |
| 2003                | 13de                | 5                   | 2                   | 1                   | 2                   | 113                 | 119                 | −6                  |
| 2005                | 4de                 | 10                  | 5                   | 1                   | 4                   | 295                 | 277                 | +18                 |
| 2007                | Niet gekwalificeerd | Niet gekwalificeerd | Niet gekwalificeerd | Niet gekwalificeerd | Niet gekwalificeerd | Niet gekwalificeerd | Niet gekwalificeerd | Niet gekwalificeerd |
| 2009                | 5de                 | 9                   | 6                   | 0                   | 3                   | 250                 | 230                 | +20                 |
| 2011                | 4de                 | 9                   | 7                   | 0                   | 2                   | 240                 | 175                 | +65                 |
| 2013                | 3de                 | 9                   | 6                   | 0                   | 3                   | 255                 | 214                 | +41                 |
| 2015                | 6de                 | 9                   | 5                   | 0                   | 4                   | 241                 | 206                 | +35                 |
| 2017                | 6de                 | 7                   | 4                   | 0                   | 3                   | 186                 | 163                 | +23                 |
| 2019                | 9de                 | 8                   | 4                   | 2                   | 2                   | 204                 | 172                 | +32                 |
| 2021                | 3de                 | 9                   | 8                   | 0                   | 1                   | 281                 | 182                 | +99                 |
| 2023                | 3de                 | 9                   | 7                   | 0                   | 2                   | 280                 | 212                 | +68                 |
| Totaal              | 22/26               | 162                 | 102                 | 9                   | 51                  | 3.979               | 3.292               | +687                |

 Kampioenen   Runners-up   Derde plaats   Vierde plaats

### Europees kampioenschap
| Europees kampioenschap | Europees kampioenschap | Europees kampioenschap | Europees kampioenschap | Europees kampioenschap | Europees kampioenschap | Europees kampioenschap | Europees kampioenschap | Europees kampioenschap | Europees kampioenschap |
| Jaar (teams)           | Resultaat              | Wed                    | W                      | G                      | V                      | DV                     | DT                     | DS                     | Kwal                   |
| ---------------------- | ---------------------- | ---------------------- | ---------------------- | ---------------------- | ---------------------- | ---------------------- | ---------------------- | ---------------------- | ---------------------- |
| 1994 (12)              | 1ste                   | 7                      | 7                      | 0                      | 0                      | 186                    | 151                    | +35                    | (Kwal.)                |
| 1996 (12)              | 1ste                   | 7                      | 7                      | 0                      | 0                      | 197                    | 146                    | +51                    | (EK 1994)              |
| 1998 (12)              | 2de                    | 7                      | 5                      | 0                      | 2                      | 189                    | 163                    | +26                    | (EK 1996)              |
| 2000 (12)              | 10de                   | 6                      | 1                      | 1                      | 4                      | 151                    | 159                    | −8                     | (Kwal.)                |
| 2002 (16)              | 1ste                   | 8                      | 8                      | 0                      | 0                      | 200                    | 171                    | +29                    | (Gastland)             |
| 2004 (16)              | 2de                    | 8                      | 6                      | 0                      | 2                      | 202                    | 189                    | +13                    | (EK 2002)              |
| 2006 (16)              | 11de                   | 6                      | 2                      | 0                      | 4                      | 148                    | 156                    | −8                     | (EK 2004)              |
| 2008 (16)              | 11de                   | 6                      | 2                      | 1                      | 3                      | 145                    | 160                    | −15                    | (Kwal.)                |
| 2010 (16)              | 4de                    | 8                      | 5                      | 0                      | 3                      | 192                    | 175                    | +17                    | (Gastland)             |
| 2012 (16)              | 5de                    | 7                      | 5                      | 0                      | 2                      | 217                    | 206                    | +11                    | (Kwal.)                |
| 2014 (16)              | 8ste                   | 6                      | 3                      | 1                      | 2                      | 155                    | 147                    | +8                     | (Kwal.)                |
| 2016 (16)              | 4de                    | 8                      | 4                      | 1                      | 3                      | 188                    | 185                    | +3                     | (Kwal.)                |
| 2018 (16)              | 8ste                   | 6                      | 3                      | 0                      | 3                      | 151                    | 164                    | −13                    | (Kwal.)                |
| 2020 (16)              | 4de                    | 8                      | 5                      | 0                      | 3                      | 209                    | 186                    | +23                    | (Gastland)             |
| 2022 (16)              | 2de                    | 8                      | 6                      | 0                      | 2                      | 223                    | 195                    | +28                    | (Kwal.)                |
| Totaal                 | 15/15                  | 106                    | 69                     | 4                      | 33                     | 2.754                  | 2.553                  | +201                   |                        |

 Kampioenen   Runners-up   Derde plaats   Vierde plaats

## Team

### Voorgaande selecties
EK 2022 – 4de plaats
Sandra Toft, Kaja Kamp, Sarah Iversen, Anne Mette Hansen, Kathrine Heindahl, Althea Reinhardt, Mette Tranborg, Andrea Hansen, Kristina Jørgensen, Trine Østergaard, Louise Burgaard, Simone Petersen, Mie Højlund, Emma Friis, Rikke Iversen, Elma Halilcevic, Michala Møller, Cecilie Brandt. Bondscoach: Jesper Jensen.
 WK 2021 – 3de plaats
Sandra Toft , Althea Reinhardt, Lærke Nolsøe, Emma Friis, Line Haugsted, Kristina Jørgensen, Anne Mette Hansen, Mie Højlund, Mia Rej, Simone Petersen, Mette Tranborg, Louise Burgaard, Simone Böhme, Trine Østergaard, Kathrine Heindahl, Rikke Iversen, Michala Møller (reserves: Anna Kristensen, Ida-Marie Dahl). Bondscoach: Jesper Jensen.
 EK 2020 – 4de plaats
Sandra Toft , Althea Reinhardt, Lærke Nolsøe, Line Haugsted, Kristina Jørgensen, Anne Mette Hansen, Mie Højlund, Laura Damgaard, Mia Rej, Louise Burgaard, Mette Tranborg, Trine Østergaard, Andrea Hansen, Rikke Iversen, Kathrine Heindahl, Majbritt Toft Hansen, (reserve: Rikke Poulsen). Bondscoach: Jesper Jensen.
 WK 2019 – 8ste plaats
Sandra Toft, Althea Reinhardt, Freja Cohrt, Lærke Nolsøe, Line Haugsted, Kristina Jørgensen, Anne Mette Hansen, Mie Højlund, Lotte Grigel, Stine Jørgensen , Louise Burgaard, Trine Østergaard, Simone Böhme, Stine Bodholt, Kathrine Heindahl, Sarah Iversen, (reserves: Cecilie Greve, Mia Rej). Bondscoach: Klavs Bruun Jørgensen.
 EK 2018 – 8ste plaats
Sandra Toft, Althea Reinhardt, Fie Woller, Lærke Nolsøe, Line Haugsted, Kristina Jørgensen, Anne Mette Hansen, Mie Højlund, Nadia Offendal, Lotte Grigel, Stine Jørgensen , Mette Tranborg, Anne Cecilie la Cour, Trine Østergaard, Mathilde Hylleberg, Stine Bodholt, Kathrine Heindahl, Sarah Iversen. Bondscoach: Klavs Bruun Jørgensen.
 WK 2017 – 6de plaats
Sandra Toft, Sarah Iversen, Maria Fisker, Fie Woller, Kathrine Heindahl, Simone Böhme, Lotte Grigel, Stine Bodholt Nielsen, Mette Tranborg, Line Jørgensen, Kristina Kristiansen, Kristina Jørgensen, Trine Østergaard, Louise Burgaard, Stine Jørgensen, Line Haugsted en Althea Reinhardt. Bondscoach: Klavs Bruun Jørgensen.
 EK 2016 – 4de plaats
Sandra Toft, Anna Sophie Okkels, Maria Fisker, Anne Mette Hansen, Fie Woller, Kathrine Heindahl, Lotte Grigel, Stine Bodholt Nielsen, Mette Tranborg, Kristina Kristiansen, Anne Cecilie de la Cour, Trine Østergaard, Louise Svalastog Spellerberg, Stine Jørgensen, Line Haugsted en Althea Reinhardt. Bondscoach: Klavs Bruun Jørgensen.
 WK 2015 – 6de plaats
Sandra Toft, Rikke Skov, Anna Sophie Okkels, Anne Mette Pedersen, Maria Fisker, Anne Mette Hansen, Mette Gravholt, Lotte Grigel, Pernille Holst Holmsgaard, Mette Iversen Sahlholdt, Stine Bodholt Nielsen, Line Jørgensen, Rikke Poulsen, Kristina Kristiansen, Ann Grete Nørgaard, Trine Østergaard, Louise Burgaard en Stine Jørgensen. Bondscoach: Klavs Bruun Jørgensen.
 EK 2014 – 8ste plaats
Sandra Toft, Maibritt Kviesgaard, Susan Thorsgaard, Maria Fisker, Anne Mette Hansen, Mette Gravholt, Lotte Grigel, Pernille Holst Holmsgaard, Mette Tranborg, Line Jørgensen, Rikke Poulsen, Kristina Kristiansen, Ann Grete Nørgaard, Lærke Møller, Trine Østergaard, Louise Spellerberg, Louise Burgaard en Stine Jørgensen. Bondscoach: Jan Pytlick.
 WK 2013 – 3de plaats
Jane Schumacher, Maibritt Kviesgaard, Susan Thorsgaard, Maria Fisker, Anne Mette Hansen, Camilla Dalby, Mette Gravholt, Cecilie Greve, Marianne Bonde, Pernille Larsen, Line Jørgensen, Rikke Poulsen, Kristina Kristiansen, Ann Grete Nørgaard, Trine Østergaard, Louise Burgaard en Stine Jørgensen. Bondscoach: Jan Pytlick.
 EK 2012 – 5de plaats
Sandra Toft, Sofie Bloch-Sørensen, Susan Thorsgaard, Mie Augustesen, Louise Lyksborg, Mette Gravholt, Cecilie Greve, Marianne Bonde, Lotte Grigel, Pernille Larsen, Line Jørgensen, Kristina Kristiansen, Ann Grete Nørgaard, Lærke Møller, Kristina Bille, Louise Burgaard en Stine Jørgensen. Bondscoach: Jan Pytlick.
 OS 2012 – 9de plaats
Mette Melgaard, Susan Thorsgaard, Camilla Dalby, Christina Krogshede, Karin Mortensen, Marianne Bonde Pedersen, Pernille Larsen, Christina Pedersen, Line Jørgensen, Trine Troelsen, Ann Grete Nørgaard, Berit Kristensen, Rikke Skov en Louise Burgaard. Bondscoach: Jan Pytlick.
 WK 2011 – 4de plaats
Mette Melgaard, Maibritt Kviesgaard, Susan Thorsgaard, Christina Krogshede, Karin Mortensen, Pernille Larsen, Christina Pedersen, Christina Pedersen, Line Jørgensen, Kristina Kristiansen, Trine Troelsen, Ann Grethe Nørgaard, Louise Svalastog Spellerberg, Kristina Bille Hansen, Sandra Toft, Maria Fisker, Louise Burgaard en Stine Jørgensen. Bondscoach: Jan Pytlick.
 EK 2010 – 4de plaats
Gitte Aaen, Mie Augustesen, Camilla Dalby, Line Jørgensen, Berit Kristensen, Kamilla Kristensen, Christina Krogshede, Maibritt Kviesgaard, Pernille Larsen, Mette Melgaard, Lærke Møller, Karin Mortensen, Ann Grete Nørgaard, Christina Pedersen, Rikke Skov, Susan Thorsgaard en Trine Troelsen. Bondscoach: Jan Pytlick.
 OS 2004 – 1ste plaats
Kristine Andersen, Karen Brødsgaard, Line Daugaard, Katrine Fruelund, Trine Jensen, Rikke Hørlykke, Lotte Kiærskou, Henriette Mikkelsen, Karin Mortensen, Louise Bager Nørgaard, Rikke Petersen Schmidt, Rikke Skov, Camilla Thomsen, Josephine Touray en Mette Vestergaard. Bondscoach: Jan Pytlick.
 EK 2002 – 1ste plaats
Lene Rantala, Ditte Andersen, Mette Vestergaard Larsen, Camilla Thomsen, Christina Roslyng Hansen, Heidi Johansen, Rikke Hoerlykke Jörgensen, Winnie Moelgaard, Karin Mortensen, Trine Jensen, Katrine Fruelund, Louise Bager Noergaard, Kristine Andersen, Karen Broedsgaard, Line Daugaard en Josephine Touray. Bondscoach: Jan Pytlick.
 OS 2000 – 1ste plaats
Anette Hoffman, Anja Nielsen, Camilla Andersen, Christina Roslyng, Janne Kolling , Karin Mortensen, Karen Brødsgaard, Katrine Fruelund, Lene Rantala, Lotte Kiærskou, Maja Grønbek, Mette Vestergaard, Rikke Petersen Schmidt, Tina Bøttzau en Tonje Kjærgaard. Bondscoach: Jan Pytlick.
 WK 1999 – 6de plaats
Lene Rantala, Gitte Sunesen, Natasja Dybmose, Katrine Fruelund, Louise Pedersen, Camilla Andersen, Mette Vestergaard, Christina Roslyng Hansen, Pernille Hansen, Anja Nielsen, Merete Møller, Lotte Kiærskou, Maja Grønbæk en Tonje Kjærgaard. Bondscoach: Jan Pytlick.
 EK 1998 – 2de plaats
Camilla Andersen, Kristine Andersen, Anette Hoffman, Karina Jespersen, Tonje Kjærgaard, Janne Kolling, Susanne Munk Lauritsen, Lene Rantala, Helle Simonsen, Gitte Sunesen, Mette Vestergaard, Lotte Kiærskou, Karen Brødsgaard, Katrine Fruelund en Christina Roslyng Hansen. Bondscoach: Ulrik Wilbek.
 WK 1997 – 1ste plaats
Anja Andersen, Camilla Andersen, Tina Bøttzau, Anette Hoffman, Tonje Kjærgaard, Janne Kolling, Susanne Munk Lauritsen, Gitte Madsen, Lene Rantala, Gitte Sunesen, Anne Dorthe Tanderup, Lone Mathiesen, Merete Møller, Maybrit Nielsen, Helle Simonsen en Karina Jespersen. Bondscoach: Ulrik Wilbek.
 EK 1996 – 1ste plaats
Lene Rantala, Susanne Munk Lauritsen, Camilla Andersen, Anne Dorthe Tanderup, Tina Bøttzau, Anette Hoffman, Marianne Florman, Janne Kolling, Conny Hamann, Anja Andersen, Gitte Madsen, Tonje Kjærgaard en Anja Byrial Hansen. Bondscoach: Ulrik Wilbek.
 OS 1996 – 1ste plaats
Anja Andersen, Camilla Andersen, Heidi Astrup, Tina Bøttzau, Marianne Florman, Conny Hamann, Anja Byrial Hansen, Anette Hoffman, Tonje Kjærgaard, Janne Kolling , Susanne Munk Lauritsen, Gitte Madsen, Lene Rantala, Gitte Sunesen en Anne Dorthe Tanderup. Bondscoach: Ulrik Wilbek.
 EK 1994 – 1ste plaats
Gitte Madsen, Camilla Andersen, Anja Andersen, Lene Rantala, Marianne Florman, Tonje Kjærgaard, Anja Byrial Hansen, Marlene Jensen, Conny Hamann, Gitte Sunesen, Rikke Solberg, Anette Hoffman, Janne Kolling, Heidi Astrup, Susanne Munk Lauritsen en Anne Dorthe Tanderup. Bondscoach: Ulrik Wilbek.
 WK 1993 – 2de plaats
Lene Rantala, Susanne Munk Lauritsen, Rikke Solberg, Anja Andersen, Vivi Kjærsgaard, Janne Kolling, Anette Hoffman, Camilla Andersen, Tina Bøttzau, Marianne Florman, Anja Byrial Hansen, Gitte Madsen, Anne Dorthe Tanderup, Lise-Lotte Lauridsen en Conny Hamann. Bondscoach: Ulrik Wilbek.

### Belangrijke speelsters
Verschillende Deense speelsters zijn individueel onderscheiden op internationale toernooien, ofwel als "meest waardevolle speelster", topscoorder of als lid van het All-Star Team.
IHF wereldhandbalspeler van het jaar
- Anja Andersen, 1997

Meest waardevolle speelster
- Anja Andersen, Europees kampioenschap 1996
- Karin Mortensen, Europees kampioenschap 2002

All-Star Team
- Anette Hoffmann, wereldkampioenschap 1995; Olympische Zomerspelen 2000
- Anja Andersen, Olympische Zomerspelen 1996
- Susanne Munk Wilbek, Olympische Zomerspelen 1996; wereldkampioenschap 1997
- Camilla Andersen, wereldkampioenschap 1997; Europees kampioenschap 1998
- Tonje Kjærgaard, Europees kampioenschap 1998; wereldkampioenschap 1999
- Janne Kolling, Europees kampioenschap 1998; Olympische Zomerspelen 2000
- Mette Vestergaard, wereldkampioenschap 2001
- Kristine Andersen, Europees kampioenschap 2002
- Line Daugaard, Europees kampioenschap 2002; Olympische Zomerspelen 2004
- Karin Mortensen, Europees kampioenschap 2002 en 2004
- Rikke Schmidt, Olympische Zomerspelen 2004
- Katrine Fruelund, Olympische Zomerspelen 2004
- Josephine Touray, Europees kampioenschap 2004
- Mie Augustesen, Europees kampioenschap 2010
- Maibritt Kviesgaard, Europees kampioenschap 2010
- Line Jørgensen, wereldkampioenschap 2011
- Maria Fisker, wereldkampioenschap 2013; Europees kampioenschap 2014
- Kristina Kristiansen, Europees kampioenschap 2014
- Sandra Toft (keepster), Europees kampioenschap 2016 en 2020, wereldkampioenschap 2021
- Emma Friis (linkerhoek), Europees kampioenschap 2022

Best verdedigende speelster
- Line Haugsted, Europees kampioenschap 2020

Topscoorders

### Individuele spelersrecords

#### Meeste interlands
Meeste interlands in officiële wedstrijden.
| #  | Speelster                | Interlands | Goals |
| -- | ------------------------ | ---------- | ----- |
| 1  | Janne Kolling            | 250        | 756   |
| 2  | Karin Mortensen          | 233        | 4     |
| 3  | Lene Rantala             | 230        | 0     |
| 4  | Camilla Andersen         | 194        | 846   |
| 5  | Katrine Fruelund         | 184        | 570   |
| 6  | Anette Hoffmann          | 183        | 641   |
| 7  | Mette Vestergaard Larsen | 181        | 519   |
| 8  | Anne-Marie Nielsen       | 180        | 301   |
| 9  | Susanne Munk Wilbek      | 171        | 3     |
| 10 | Annette Dahl             | 164        | 0     |

Bijgewerkt op: 22 december 2021

#### Meeste doelpunten
Meeste doelpunten in officiële wedstrijden.
| #  | Speelster                | Goals | Interlands | Gemiddeld |
| -- | ------------------------ | ----- | ---------- | --------- |
| 1  | Camilla Andersen         | 846   | 194        | 4,36      |
| 2  | Janne Kolling            | 756   | 250        | 3,02      |
| 3  | Anja Andersen            | 725   | 133        | 5,45      |
| 4  | Anette Hoffmann          | 641   | 183        | 3,50      |
| 5  | Katrine Fruelund         | 570   | 184        | 3,10      |
| 6  | Ann Grete Nørgaard       | 549   | 139        | 3,95      |
| 7  | Mette Vestergaard Larsen | 519   | 181        | 2,87      |
| 8  | Stine Jørgensen          | 487   | 148        | 3,29      |
| 9  | Lotte Kiærskou           | 414   | 111        | 3,73      |
| 10 | Rikke Skov               | 384   | 152        | 2,53      |

Bijgewerkt op: 22 december 2021